# Guirim
Guirim é uma vila no distrito de Goa Norte, no estado indiano de Goa.

## Demografia
Segundo o censo de 2001, Guirim tinha uma população de 6371 habitantes. Os indivíduos do sexo masculino constituem 51% da população e os do sexo feminino 49%. Guirim tem uma taxa de literacia de 70%, superior à média nacional de 59,5%: a literacia no sexo masculino é de 75% e no sexo feminino é de 65%. Em Guirim, 12% da população está abaixo dos 6 anos de idade.